# Dendronephthya vervoorti
Dendronephthya vervoorti är en korallart som beskrevs av Verseveldt och van Ofwegen 1991. Dendronephthya vervoorti ingår i släktet Dendronephthya och familjen Nephtheidae. Inga underarter finns listade i Catalogue of Life.